# Breath of Fire
 (mars 2020).
Si vous disposez d'ouvrages ou d'articles de référence ou si vous connaissez des sites web de qualité traitant du thème abordé ici, merci de compléter l'article en donnant les références utiles à sa vérifiabilité et en les liant à la section « Notes et références ».
Pour les articles homonymes, voir BOF.
Breath of Fire ou BOF (ブレスオブファイア, Buresu obu Faia) est une série de jeux vidéo de rôle développée par Capcom. Chaque jeu de la série se déroule dans le même monde mais à une époque différente. Il y a de grandes différences entre les jeux de la série mais il y a des thèmes et personnages récurrents. La série comporte actuellement six jeux.
- Breath of Fire
- Breath of Fire II
- Breath of Fire III
- Breath of Fire IV
- Breath of Fire: Dragon Quarter
- Breath of Fire 6

## Thèmes
Comme dans beaucoup de jeux de rôles de cette époque, le thème principal est le combat du bien contre le mal.
Mais on retrouve aussi beaucoup d'amour, familial ou romantique, de l'amitié à foison, et souvent la recherche de soi-même, représentée par la quête du héros (souvent, un jeune homme un peu perdu).
L'unité et l'amitié, interraciale (entre des hommes-renards, des hommes-taupes etc.), est souvent la force principale qu'auront les représentants du “Bien” dans leur lutte contre le “Mal”.
La magie est assez présente dans l'univers de Breath of Fire, mais sans qu'elle ne soit un élément essentiel.
De même, l'artisanat, souvent présent dans les jeux de rôle, est plutôt absent.
Mais le commerce est assez développé, notamment lorsque l'aventure requiert un objet qui ne peut que s'acheter à un certain commerçant.
On notera aussi que les questions de religions sont relativement absentes dans les différents volets de Breath of Fire, outre le second opus qui en fait un de ses thèmes principaux. On peut cependant remarquer que certains opus présentent une réflexion sur le rapport entre dieux et mortels, notamment dans le troisième, où l'autorité de Dieu est remise en question, et le quatrième, où les dieux préféreraient que les mortels se responsabilisent et se débrouillent par eux-mêmes.

## Historique des sorties
- 1993 - Breath of Fire sort sur SNES au Japon.
- 1994 - Breath of Fire est traduit par Squaresoft et sort sur SNES en Amérique du Nord.
- 1994 - Breath of Fire II sort sur SNES au Japon.
- 1995 - Breath of Fire II est traduit par Capcom USA et sort sur SNES en Amérique du Nord.
- 1996 - Breath of Fire II sort sur SNES en Europe.
- 1997 - Breath of Fire III sort sur PlayStation au Japon.
- 1998 - Breath of Fire III est traduit et sort sur PlayStation en Amérique du Nord et en Europe.
- 2000 - Breath of Fire IV sort au Japon, puis est traduit et sort sur Windows et PlayStation en Amérique du Nord.
- 2001 - Breath of Fire IV est traduit et sort en Europe.
- 2001 - Breath of Fire est porté sur Game Boy Advance en Amérique du Nord, et en Europe (en version multilingue).
- 2002 - Breath of Fire II est porté sur Game Boy Advance en Amérique du Nord.
- 2003 - Breath of Fire: Dragon Quarter (Breath of Fire V) sort sur PlayStation 2 au Japon, Amérique du Nord et Europe.
- 2005 - Breath of Fire III est porté sur PlayStation Portable au Japon.
- 2006 - Breath of Fire III est porté sur PlayStation Portable en Europe.
- 2007 - Breath of Fire II  est disponible sur la Console virtuelle de la Nintendo Wii.
- 2016 - Breath of Fire VI sort sur Pc, Android et Ios.